# Stanislaus Tobias Magombo
Stanislaus Tobias Magombo (* 24. Februar 1968 in Matowe Village, Traditional Authority Kachindamoto, Distrikt Dedza, Malawi; † 6. Juli 2010 in Lilongwe, Malawi) war Weihbischof im Bistum Lilongwe.

## Leben
Stanislaus Tobias Magombo empfing am 3. August 1996 das Sakrament der Priesterweihe in Mtakataka. Er war 1998/99 Pfarrer in Ntcheu und wurde 2001 Rektor des St. Kizito Minor Seminary. Von 2005 bis 2009 war Magombo stellvertretender Sekretär der Bischofskonferenz von Malawi (ECM) sowie Sekretär für die Pastoralaktivitäten.
Am 29. April 2009  ernannte ihn Papst Benedikt XVI. zum Titularbischof von Caesarea in Mauretania und bestellte ihn zum Weihbischof in Lilongwe. Der Bischof von Lilongwe Rémi Sainte-Marie MAfr spendete ihn am 11. Juli desselben Jahres in der Maula-Kathedrale von Lilongwe die Bischofsweihe; Mitkonsekratoren waren Tarcisius Gervazio Ziyaye, Erzbischof von Blantyre, und Felix Eugenio Mkhori, emeritierter Bischof von Lilongwe. 
Er starb nach kurzer Krankheit im Mtengowanthenga Hospital in Lilongwe.